# Adolphe Esmit
Adolph Esmit, à l'origine apprenti à la Barbade fut, après son frère Nicolas Esmit, gouverneur de l'île danoise de Saint-Thomas, dans les Antilles, dans les années 1670 et 1680.
Il fut accusé d'avoir abrité de nombreux corsaires, pirates et esclaves évadés, qui ont représenté sous son mandat plus de la moitié de la population de l'île.
Il a utilisé ses réseaux à la Barbade pour faire venir à Saint-Thomas des blancs pauvres lorsque la terre est devenue trop chère.